# Nati nel 1972/Febbraio
| Questa pagina contiene informazioni ricavate automaticamente dalle voci biografiche con l'ausilio del template Bio e di un bot. L'aggiornamento è periodico e automatico e ricostruisce completamente la pagina. Se manca una persona in questa lista, sei pregato di non aggiungerla, ma accertati piuttosto che la sua voce biografica contenga il template Bio e che i dati anagrafici siano correttamente compilati. Se il template Bio manca, inseriscilo tu stesso o, in alternativa, metti l'avviso {{tmp\|Bio}} che ne segnala la mancanza. Se i dati riportati sono sbagliati, correggi direttamente la voce biografica; le modifiche saranno visibili in questa lista entro pochi giorni. Per chiarimenti vedi il progetto biografie. La lista contiene solo le 366 persone che sono citate nell'enciclopedia e per le quali è stato implementato correttamente il template Bio. Pagina aggiornata al 18 ago 2025. |

- 1º febbraio - Tego Calderón, rapper, cantante e compositore portoricano
- 1º febbraio - Sean Casey, wrestler statunitense
- 1º febbraio - Isabel Fernández, ex judoka spagnola
- 1º febbraio - Ivan Festa, attore italiano
- 1º febbraio - Taryn Fiebig, soprano australiano († 2021)
- 1º febbraio - Leymah Gbowee, pacifista liberiana
- 1º febbraio - Mirka Jarchovská, ex cestista ceca
- 1º febbraio - Kami, batterista giapponese († 1999)
- 1º febbraio - Fiona King, ex rugbista a 15 neozelandese
- 1º febbraio - Jerry Månsson, ex calciatore svedese
- 1º febbraio - Johan Walem, allenatore di calcio e ex calciatore belga
- 1º febbraio - Christian Ziege, allenatore di calcio, dirigente sportivo e ex calciatore tedesco
- 2 febbraio - Alessandro Alfieri, politico italiano
- 2 febbraio - Leonardo Busca, cestista e dirigente sportivo italiano
- 2 febbraio - Carlo Caprioli, attore italiano
- 2 febbraio - Lello Ciampolillo, politico italiano
- 2 febbraio - Tanya Clarke, attrice statunitense
- 2 febbraio - Klára Dobrev, politica ungherese
- 2 febbraio - Hwang Seok-jeong, attrice sudcoreana
- 2 febbraio - Todi Jónsson, ex calciatore faroese
- 2 febbraio - Massimo Mezzaroma, imprenditore e dirigente sportivo italiano
- 2 febbraio - Patrizio Prata, doppiatore, dialoghista e direttore del doppiaggio italiano
- 2 febbraio - Thomas Tharayil, arcivescovo cattolico indiano
- 3 febbraio - Franny Armstrong, regista britannica
- 3 febbraio - Liskula Cohen, modella canadese
- 3 febbraio - Paul Hall, allenatore di calcio e ex calciatore giamaicano
- 3 febbraio - Georg Koch, allenatore di calcio e ex calciatore tedesco
- 3 febbraio - Riku Korhonen, scrittore finlandese
- 3 febbraio - Jesper Kyd, compositore danese
- 3 febbraio - Victor LaValle, scrittore statunitense
- 3 febbraio - Sergej Mamčur, calciatore russo († 1997)
- 3 febbraio - Tyrone Poole, ex giocatore di football americano statunitense
- 3 febbraio - Mart Poom, ex calciatore estone
- 3 febbraio - Paolo Pulciani, politico italiano
- 3 febbraio - Matthias Simmen, ex biatleta svizzero
- 3 febbraio - Hanne Staff, orientista norvegese
- 4 febbraio - Francesca Barberini, conduttrice televisiva e gastronoma italiana
- 4 febbraio - Sara D'Amario, attrice e scrittrice italiana
- 4 febbraio - Amadou Dioum, ex cestista ivoriano
- 4 febbraio - Nurzhan Doskeyev, ex giocatore di calcio a 5 kazako
- 4 febbraio - Andrés Duarte, ex calciatore paraguaiano
- 4 febbraio - Giovanni Silva de Oliveira, ex calciatore brasiliano
- 4 febbraio - Aleksandar Kesar, allenatore di pallacanestro serbo
- 4 febbraio - Ma Mingyu, ex calciatore cinese
- 4 febbraio - Javier Mazzoni, ex calciatore argentino
- 4 febbraio - Andrea Millevoi, militare italiano († 1993)
- 4 febbraio - Vladimir Petrović, ex calciatore croato
- 4 febbraio - Peter Uneken, allenatore di calcio e ex calciatore olandese
- 4 febbraio - Luizinho Vieira, allenatore di calcio e ex calciatore brasiliano
- 5 febbraio - Davide Calì, fumettista e scrittore italiano
- 5 febbraio - Michelangelo Crispi, ex canottiere e dirigente sportivo italiano
- 5 febbraio - Concetta Damante, politica italiana
- 5 febbraio - Mary Donaldson, regina danese
- 5 febbraio - Gao Jianbin, ex calciatore cinese
- 5 febbraio - Luke Greenfield, regista, sceneggiatore e produttore televisivo statunitense
- 5 febbraio - Nicole Humbert, ex astista tedesca
- 6 febbraio - Stefano Bettarini, personaggio televisivo e ex calciatore italiano
- 6 febbraio - Roberto Calcaterra, pallanuotista italiano
- 6 febbraio - Barbara Fusar Poli, ex danzatrice su ghiaccio italiana
- 6 febbraio - Cristian Mayer, ex cestista e dirigente sportivo italiano
- 6 febbraio - Lucrecia Pérez, attrice e cantante cubana
- 6 febbraio - Shawn Respert, ex cestista e allenatore di pallacanestro statunitense
- 6 febbraio - Dave Tuttle, allenatore di calcio e ex calciatore inglese
- 6 febbraio - Ramón de Quintana, allenatore di calcio e ex calciatore spagnolo
- 7 febbraio - Husain Al-Khodari, ex calciatore kuwaitiano
- 7 febbraio - Essence Atkins, attrice statunitense
- 7 febbraio - Stephanie Cook, ex pentatleta britannica
- 7 febbraio - Ippolita Di Majo, sceneggiatrice e storica dell'arte italiana
- 7 febbraio - Vanessa Duriès, scrittrice francese († 1993)
- 7 febbraio - Pino Gagliardi, giornalista, conduttore televisivo e autore televisivo italiano
- 7 febbraio - Lorenzo Granai, copilota di rally italiano
- 7 febbraio - Delia Grigore, filologa, antropologa e attivista rumena
- 7 febbraio - Chris Lieto, triatleta statunitense
- 7 febbraio - Robyn Lively, attrice statunitense
- 7 febbraio - Gianni Migliorini, allenatore di calcio e ex calciatore italiano
- 7 febbraio - Franck Perrot, ex biatleta francese
- 7 febbraio - Stephanie Swift, ex attrice pornografica statunitense
- 7 febbraio - Federico Taddia, autore televisivo, saggista e conduttore televisivo italiano
- 7 febbraio - Amon Tobin, musicista e disc jockey brasiliano
- 7 febbraio - Herbert Wieger, ex calciatore austriaco
- 8 febbraio - Big Show, wrestler e attore statunitense
- 8 febbraio - Ilana Cicurel, avvocata e politica francese
- 8 febbraio - Adrian Coates, pilota motociclistico britannico
- 8 febbraio - Joanna Cupryś, ex cestista polacca
- 8 febbraio - Guillaume Gallienne, attore e regista francese
- 8 febbraio - Molly Goodenbour, ex cestista e allenatrice di pallacanestro statunitense
- 8 febbraio - Christian Greber, ex sciatore alpino austriaco
- 8 febbraio - Hanne Mette Gunnarsrud, cantante norvegese
- 8 febbraio - Marco Aurelio Silva Businhani, ex calciatore brasiliano
- 8 febbraio - Marina Pellizzer, allenatrice di calcio e ex calciatrice italiana
- 8 febbraio - Janice Rankin, ex giocatrice di curling britannica
- 8 febbraio - Karina Rodríguez, ex cestista argentina
- 8 febbraio - Gabriela Suvová, ex biatleta ceca
- 8 febbraio - Dave Suzuki, polistrumentista statunitense
- 8 febbraio - Martin Tenk, ex tiratore a segno ceco
- 8 febbraio - Francesca Touré, cantante italiana
- 8 febbraio - Hiroshi Tsuchida, doppiatore giapponese
- 8 febbraio - Matthieu Verschuère, ex calciatore francese
- 8 febbraio - Bruno de Carvalho, imprenditore portoghese
- 9 febbraio - Uğur Aslan, attore e musicista turco
- 9 febbraio - Steve Banks, ex calciatore inglese
- 9 febbraio - Alain Bruno Bongotouté, ex calciatore centrafricano
- 9 febbraio - Paolo Casiraghi, attore, comico e cabarettista italiano
- 9 febbraio - Darren Ferguson, allenatore di calcio e ex calciatore scozzese
- 9 febbraio - Jason Winston George, attore e modello statunitense
- 9 febbraio - Giulio Griccioli, allenatore di pallacanestro italiano
- 9 febbraio - Thierry Ottavy, ex giocatore di beach soccer francese
- 9 febbraio - Norbert Rózsa, ex nuotatore ungherese
- 9 febbraio - Daniela Simion, ex cestista rumena
- 9 febbraio - Álvaro Véliz, cantante e compositore cileno
- 9 febbraio - Michael Williams, ex cestista statunitense
- 10 febbraio - Carmelo Abela, politico maltese
- 10 febbraio - Ernesto De Mattia, ex sciatore alpino italiano
- 10 febbraio - Daniela Pavone, ex calciatrice italiana
- 10 febbraio - Mr. Scruff, musicista, disc jockey e produttore discografico britannico
- 10 febbraio - Wei Qun, ex calciatore cinese
- 11 febbraio - Gaia Aprea, attrice italiana
- 11 febbraio - Giorgio Calcaterra, ultramaratoneta e maratoneta italiano
- 11 febbraio - Diego Cocca, allenatore di calcio e ex calciatore argentino
- 11 febbraio - Gerson Díaz, ex calciatore venezuelano
- 11 febbraio - Marina Ferragut, ex cestista spagnola
- 11 febbraio - Gabriele Grossi, allenatore di calcio e ex calciatore italiano
- 11 febbraio - Markus Happe, ex calciatore tedesco
- 11 febbraio - Benoît Janssen, ex giocatore di calcio a 5 belga
- 11 febbraio - Craig Jones, tastierista statunitense
- 11 febbraio - Billy Lange, allenatore di pallacanestro statunitense
- 11 febbraio - Lisa Martinek, attrice e sceneggiatrice tedesca († 2019)
- 11 febbraio - Steve McManaman, ex calciatore inglese
- 11 febbraio - Kirill Petrenko, direttore d'orchestra russo
- 11 febbraio - Eugenia Rico, scrittrice spagnola
- 11 febbraio - Kelly Slater, surfista statunitense
- 11 febbraio - Vaidotas Šlekys, ex calciatore lituano
- 11 febbraio - Debbie Sporcich, ex cestista statunitense
- 11 febbraio - Rachel Viollet, ex tennista britannica
- 11 febbraio - Noboru Yamaguchi, scrittore giapponese († 2013)
- 11 febbraio - Satoshi Yuki, giocatore di go giapponese
- 12 febbraio - Antonio Adeva, ex giocatore di calcio a 5 spagnolo
- 12 febbraio - Eugenio Amore, giocatore di beach volley e pallavolista italiano
- 12 febbraio - Luigi Copello, fumettista italiano
- 12 febbraio - Julio Garro, politico e avvocato argentino
- 12 febbraio - Cristiano Giuntoli, dirigente sportivo e ex calciatore italiano
- 12 febbraio - Balthasar Glättli, politico svizzero
- 12 febbraio - Junichi Kogawa, ex combinatista nordico giapponese
- 12 febbraio - Ajay Naidu, attore statunitense
- 12 febbraio - Owen Nolan, ex hockeista su ghiaccio canadese
- 12 febbraio - Rohnny Westad, ex calciatore norvegese
- 12 febbraio - Sophie Zelmani, cantautrice svedese
- 13 febbraio - Virgilijus Alekna, politico e ex discobolo lituano
- 13 febbraio - Deimantas Bička, ex calciatore lituano
- 13 febbraio - Ruben Brown, ex giocatore di football americano statunitense
- 13 febbraio - Dev Narayan Chaudhary, ex calciatore nepalese
- 13 febbraio - Ana Paula Connelly, ex giocatrice di beach volley brasiliana
- 13 febbraio - Božidar Jović, ex pallamanista e dirigente sportivo croato
- 13 febbraio - Kim Jeong-min, ex cestista sudcoreana
- 13 febbraio - Juttaporn Krasaeyan, ex pesista e discobola cinese
- 13 febbraio - Meng Wanzhou, dirigente d'azienda cinese
- 13 febbraio - Elena Russo, attrice italiana
- 13 febbraio - Manou Schauls, ex calciatore lussemburghese
- 14 febbraio - Drew Bledsoe, ex giocatore di football americano statunitense
- 14 febbraio - Angie Craig, politica statunitense
- 14 febbraio - Saša Ćurčić, ex calciatore serbo
- 14 febbraio - Dahlia Grey, ex attrice pornografica statunitense
- 14 febbraio - Andrée Jeglertz, allenatore di calcio e ex calciatore svedese
- 14 febbraio - Jeru the Damaja, rapper statunitense
- 14 febbraio - Valerio Mastandrea, attore e regista italiano
- 14 febbraio - Najwa Nimri, attrice e cantante spagnola
- 14 febbraio - Massimiliano Notari, allenatore di calcio e ex calciatore italiano
- 14 febbraio - Fernando Picún, ex calciatore uruguaiano
- 14 febbraio - Ville Räikkönen, ex biatleta finlandese
- 14 febbraio - Miran Ravter, ex sciatore alpino sloveno
- 14 febbraio - Rob Thomas, cantautore statunitense
- 15 febbraio - Asle Andersen, allenatore di calcio e ex calciatore norvegese
- 15 febbraio - Stephen Arigbabu, ex cestista e allenatore di pallacanestro tedesco
- 15 febbraio - Héctor Carabalí, ex calciatore ecuadoriano
- 15 febbraio - Anna Jane Casey, attrice teatrale, cantante e ballerina britannica
- 15 febbraio - David Casinos, atleta paralimpico spagnolo
- 15 febbraio - Enrico Cassani, ex ciclista su strada italiano
- 15 febbraio - Jaromír Jágr, hockeista su ghiaccio ceco
- 15 febbraio - Jan Macháček, ex rugbista a 15, dirigente sportivo e imprenditore ceco
- 15 febbraio - Michelle, cantante tedesca
- 15 febbraio - Naoko Ogigami, regista e sceneggiatrice giapponese
- 15 febbraio - Joseph Marie Oughourlian, imprenditore e dirigente sportivo francese
- 15 febbraio - Iva Prandževa, ex triplista e lunghista bulgara
- 15 febbraio - Leopoldo Ruiz Moreno, ex cestista argentino
- 15 febbraio - Clemens Schick, attore tedesco
- 15 febbraio - Danelle Umstead, ex sciatrice alpina statunitense
- 16 febbraio - Jerome Bettis, ex giocatore di football americano statunitense
- 16 febbraio - Grit Breuer, ex velocista tedesca
- 16 febbraio - Vicki Butler-Henderson, conduttrice televisiva e giornalista britannica
- 16 febbraio - Sarah Clarke, attrice statunitense
- 16 febbraio - Dirk Dier, ex tennista tedesco
- 16 febbraio - Adrián Laborda, ex cestista uruguaiano
- 16 febbraio - Okary Lenderborg, ex cestista dominicano
- 16 febbraio - Steven Molaro, sceneggiatore e produttore televisivo statunitense
- 16 febbraio - Naomi Nishida, attrice e modella giapponese
- 16 febbraio - Sabina Panzanini, ex sciatrice alpina italiana
- 16 febbraio - Mychajlo Podoljak, funzionario e giornalista ucraino
- 16 febbraio - Orlando Prado, ex calciatore peruviano
- 16 febbraio - Margit Pörtner, giocatrice di curling danese († 2017)
- 16 febbraio - David Rouzer, politico statunitense
- 17 febbraio - Brian Acton, informatico e imprenditore statunitense
- 17 febbraio - Billie Joe Armstrong, cantautore e polistrumentista statunitense
- 17 febbraio - Lloy Ball, pallavolista, allenatore di pallavolo e dirigente sportivo statunitense
- 17 febbraio - Helge Brendryen, ex saltatore con gli sci norvegese
- 17 febbraio - Philippe Candeloro, pattinatore artistico su ghiaccio francese
- 17 febbraio - Jane Collins, politica britannica
- 17 febbraio - Kinga Czigány, ex canoista ungherese
- 17 febbraio - Massimiliano Fanesi, dirigente sportivo e ex calciatore italiano
- 17 febbraio - William Floyd, ex giocatore di football americano statunitense
- 17 febbraio - Taylor Hawkins, batterista statunitense († 2022)
- 17 febbraio - Cezary Kucharski, ex calciatore polacco
- 17 febbraio - Kęstutis Kėvalas, arcivescovo cattolico lituano
- 17 febbraio - Luca Marelli, opinionista e ex arbitro di calcio italiano
- 17 febbraio - Valeria Mazza, supermodella e conduttrice televisiva argentina
- 17 febbraio - Elena Minaeva, ex cestista russa
- 17 febbraio - Lars-Göran Petrov, cantante svedese († 2021)
- 17 febbraio - Nani Roma, pilota motociclistico e pilota di rally spagnolo
- 17 febbraio - Anton Vajno, diplomatico e politico russo
- 17 febbraio - Vladimír Vůjtek, ex hockeista su ghiaccio ceco
- 17 febbraio - Louisa Wall, politica, attivista e ex rugbista a 15 neozelandese
- 17 febbraio - Yuki, cantante giapponese
- 17 febbraio - Andrej Čemerkin, ex sollevatore russo
- 18 febbraio - Khalid Al Qassimi, pilota di rally emiratino
- 18 febbraio - Anton Blasbichler, slittinista italiano
- 18 febbraio - Jennifer Brown, cantante svedese
- 18 febbraio - Derrick Campbell, ex pattinatore di short track canadese
- 18 febbraio - Rupert Goold, regista, direttore artistico e sceneggiatore britannico
- 18 febbraio - Takashi Kiyama, ex calciatore giapponese
- 18 febbraio - Murat Konuk, ex cestista turco
- 18 febbraio - Vladimir Kulik, ex calciatore russo
- 18 febbraio - Fabian Picardo, politico gibilterriano
- 18 febbraio - Torsten Schmidt, dirigente sportivo, ex ciclista su strada e pistard tedesco
- 18 febbraio - Leigh Scott, regista, sceneggiatore e attore statunitense
- 18 febbraio - Oleksandra Tymošenko, ex ginnasta sovietica
- 18 febbraio - Henry van der Vegt, dirigente sportivo, allenatore di calcio e ex calciatore olandese
- 19 febbraio - Pietro Assennato, ex calciatore italiano
- 19 febbraio - Lisa Faulkner, attrice britannica
- 19 febbraio - Francine, ex wrestler statunitense
- 19 febbraio - Manabu Horii, ex pattinatore di velocità su ghiaccio giapponese
- 19 febbraio - Diego Losada, ex cestista uruguaiano
- 19 febbraio - Malky Mackay, allenatore di calcio e ex calciatore scozzese
- 19 febbraio - Nao Ōmori, attore giapponese
- 19 febbraio - Sunset Thomas, ex attrice pornografica statunitense
- 19 febbraio - Kris Trajanovski, allenatore di calcio e ex calciatore australiano
- 19 febbraio - Andrej Šal'opa, regista russo
- 20 febbraio - Mustafa Akyol, scrittore e giornalista turco
- 20 febbraio - Robert Churchwell, ex cestista statunitense
- 20 febbraio - Thomas Dahle, allenatore di calcio e ex calciatore norvegese
- 20 febbraio - Roxana Díaz Burgos, attrice e modella venezuelana
- 20 febbraio - Arnar Grétarsson, ex calciatore islandese
- 20 febbraio - Corinna Harney, modella e attrice statunitense
- 20 febbraio - K-os, rapper e cantante canadese
- 20 febbraio - Gianluca Manunza, attore italiano
- 20 febbraio - Ruben Nembhard, ex cestista statunitense
- 20 febbraio - Uroš Pavlovčič, ex sciatore alpino sloveno
- 20 febbraio - Neil Primrose, batterista scozzese
- 20 febbraio - Carlo Sonego, ex giavellottista italiano
- 20 febbraio - Cristina Sánchez, torera spagnola
- 20 febbraio - Jason Vincent, pilota motociclistico britannico
- 20 febbraio - Irada Zeïnalova, giornalista russa
- 20 febbraio - Anton Nikolaevič Škaplerov, cosmonauta russo
- 21 febbraio - Mark Andrews, ex pallanuotista e rugbista a 15 sudafricano
- 21 febbraio - Florinda Bortolami, ex cestista italiana
- 21 febbraio - Capucho, allenatore di calcio e ex calciatore portoghese
- 21 febbraio - Gert Claessens, ex calciatore belga
- 21 febbraio - Big Fish, disc jockey e produttore discografico italiano
- 21 febbraio - Tony Gallimore, ex calciatore inglese
- 21 febbraio - Daouda Ly, ex calciatore senegalese
- 21 febbraio - Jeanette Malm, ex pentatleta svedese
- 21 febbraio - Petter Myhre, allenatore di calcio e ex calciatore norvegese
- 21 febbraio - Carter Pann, compositore statunitense
- 21 febbraio - Audrey Pulvar, giornalista, conduttrice radiofonica e conduttrice televisiva francese
- 21 febbraio - Seo Taiji, cantante, musicista e compositore sudcoreano
- 21 febbraio - Reza Shahroudi, ex calciatore iraniano
- 22 febbraio - Lisa Bertini, ex canottiera italiana
- 22 febbraio - Vincenzo Bocciarelli, attore, pittore e produttore cinematografico italiano
- 22 febbraio - Vanni Bramati, attore e sceneggiatore italiano
- 22 febbraio - Michael Chang, allenatore di tennis e ex tennista statunitense
- 22 febbraio - Volfango De Biasi, regista, sceneggiatore e scrittore italiano
- 22 febbraio - Claudio Finetti, ex calciatore italiano
- 22 febbraio - Katarzyna Groniec, cantante polacca
- 22 febbraio - Glen Gwynne, ex calciatore australiano
- 22 febbraio - Laurence Leboucher, ex mountain biker, ciclocrossista e ciclista su strada francese
- 22 febbraio - Oh! great, fumettista e character designer giapponese
- 22 febbraio - Claudia Pechstein, pattinatrice di velocità su ghiaccio tedesca
- 22 febbraio - Haim Revivo, ex calciatore israeliano
- 22 febbraio - Walter Rolfo, autore televisivo, scrittore e illusionista italiano
- 22 febbraio - Markus Rühl, culturista tedesco
- 22 febbraio - Ben Sasse, politico statunitense
- 22 febbraio - Mvula Sungani, coreografo, regista e autore televisivo italiano
- 22 febbraio - Duane Swierczynski, scrittore e giornalista statunitense
- 22 febbraio - Rolando Villazón, tenore messicano
- 22 febbraio - Wolfgang Wienand, schermidore tedesco
- 22 febbraio - Massimo Zucchelli, ex sciatore alpino italiano
- 23 febbraio - Michael Ausiello, giornalista e attore statunitense
- 23 febbraio - Djacir, ex giocatore di calcio a 5 brasiliano
- 23 febbraio - Florian Gallenberger, regista e sceneggiatore tedesco
- 23 febbraio - Greg Hill, ex giocatore di football americano statunitense
- 23 febbraio - Michael Meeks, ex cestista e allenatore di pallacanestro tedesco
- 23 febbraio - Alessandro Sturba, allenatore di calcio e ex calciatore italiano
- 23 febbraio - Jamie Watson, ex cestista statunitense
- 24 febbraio - Pooja Bhatt, attrice, produttrice cinematografica e regista indiana
- 24 febbraio - Richard Chelimo, mezzofondista keniota († 2001)
- 24 febbraio - Angie Cruz, scrittrice statunitense
- 24 febbraio - Giovanbattista Fazzolari, politico italiano
- 24 febbraio - Chris Fehn, percussionista e polistrumentista statunitense
- 24 febbraio - Julius Michalík, ex cestista slovacco
- 24 febbraio - Sergio Tiempo, pianista argentino
- 24 febbraio - Arkadij Volodos', pianista russo
- 24 febbraio - Mohammed Zami, ex calciatore e ex giocatore di calcio a 5 malaysiano
- 25 febbraio - Marco Chiavarini, ex mezzofondista italiano
- 25 febbraio - Franco Ferroni, ex cestista italiano
- 25 febbraio - Roman Janecka, attore ceco
- 25 febbraio - Erwin van de Looi, allenatore di calcio e ex calciatore olandese
- 25 febbraio - Henri Lubatti, attore statunitense
- 25 febbraio - Jaak Mae, ex fondista estone
- 25 febbraio - Hiroshi Noguchi, ex calciatore giapponese
- 25 febbraio - Park Ji-ah, attrice sudcoreana († 2024)
- 25 febbraio - Viorel Talapan, ex canottiere rumeno
- 26 febbraio - Khaled Ali, politico egiziano
- 26 febbraio - Pierluigi Bresciani, allenatore di hockey su pista e ex hockeista su pista italiano
- 26 febbraio - Stefano Fattori, dirigente sportivo e ex calciatore italiano
- 26 febbraio - Keith Ferguson, doppiatore statunitense
- 26 febbraio - Victor Huang, cantante malese
- 26 febbraio - Iñaki Hurtado, allenatore di calcio e ex calciatore spagnolo
- 26 febbraio - Kim Seung-gi, ex cestista e allenatore di pallacanestro sudcoreano
- 26 febbraio - Daniele Macciantelli, poliziotto italiano († 2008)
- 26 febbraio - Clint McDaniel, ex cestista statunitense
- 26 febbraio - Jonny Quinn, batterista britannico
- 26 febbraio - Scott Turner, politico, imprenditore e ex giocatore di football americano statunitense
- 26 febbraio - Oliver Wakeman, tastierista e compositore britannico
- 27 febbraio - El Cata, rapper e musicista dominicano
- 27 febbraio - Richard Coyle, attore britannico
- 27 febbraio - Claudio Gigante, storico della letteratura, italianista e filologo italiano
- 27 febbraio - Maja Lidia Kossakowska, scrittrice polacca († 2022)
- 27 febbraio - Arbën Nuhiji, ex calciatore macedone
- 27 febbraio - Michaël Paquay, pilota motociclistico belga († 1998)
- 27 febbraio - Kenneth Storvik, ex calciatore norvegese
- 27 febbraio - Ai Uchikawa, doppiatrice giapponese
- 27 febbraio - Bogdan Vintilă, allenatore di calcio e ex calciatore rumeno
- 27 febbraio - Ioana Voicu, tuffatrice rumena
- 27 febbraio - Susan Yeagley, attrice statunitense
- 28 febbraio - Adrian Autry, ex cestista, allenatore di pallacanestro e dirigente sportivo statunitense
- 28 febbraio - Jan Boven, dirigente sportivo e ex ciclista su strada olandese
- 28 febbraio - Ion Chicu, politico moldavo
- 28 febbraio - Fabio Ciciliano, medico, dirigente pubblico e poliziotto italiano
- 28 febbraio - Rory Cochrane, attore statunitense
- 28 febbraio - Stefania Covello, politica italiana
- 28 febbraio - Letizia Muratori, scrittrice e giornalista italiana
- 28 febbraio - Jo Tessem, ex calciatore norvegese
- 28 febbraio - Michela Voltan, ex cestista italiana
- 29 febbraio - Erica Carrara, ex biatleta italiana
- 29 febbraio - Ben Cline, politico statunitense
- 29 febbraio - Niklas Gudmundsson, ex calciatore svedese
- 29 febbraio - Magnus Kihlstedt, ex calciatore svedese
- 29 febbraio - Ola Kimrin, ex giocatore di football americano svedese
- 29 febbraio - Leonardo Lopasso, ex pallamanista e allenatore di pallamano italiano
- 29 febbraio - Sylvie Lubamba, showgirl, attrice e ex modella italiana
- 29 febbraio - Fabien Mercadal, allenatore di calcio e ex calciatore francese
- 29 febbraio - Oleksandr Paljanycja, ex calciatore ucraino
- 29 febbraio - Mike Pollitt, ex calciatore britannico
- 29 febbraio - Antonio Sabato Jr., attore e supermodello italiano
- 29 febbraio - Pedro Sánchez, politico e economista spagnolo
- 29 febbraio - Dave Williams, cantante statunitense († 2002)
- 29 febbraio - Saul Williams, rapper, poeta e attore statunitense
- 29 febbraio - Nejat İşler, attore turco